# ولفگانگ پاول
ولفگانگ پاول (آلمانی: Wolfgang Paul؛ زادهٔ ۲۵ ژانویهٔ ۱۹۴۰) یک بازیکن فوتبال اهل آلمان است.
از تیم‌ها و باشگاه‌هایی که وی در آن بازی کرده‌است می‌توان به باشگاه فوتبال بروسیا دورتموند و تیم ملی فوتبال آلمان اشاره کرد.